# 丹口镇
丹口镇，是中国湖南省邵阳市城步苗族自治县下辖的一个乡镇级行政单位，位于巫水河下游，属于典型的亚热带山区。

## 行政区划
丹口镇下辖以下地区：
下团社区、金岩村、仙鹅村、陡冲头村、大桥头村、丹口村、太平村、沉江渡村、龙寨村、双龙村、杨柳村、大洲村、白水村、杆头村、竹岔村、背西村、水头村、易家村、洞头山村、岩门村、田头村、沙洲村、青田村、大桐坪村、旺溪村、斜头山村、羊石村、尖口村、信塘村、石灰村、黄坪村、坳头坪村、共和村、栏牛塘村、坪子寨村、小水村、桃林村、上水村、边溪村、花龙村和南洞林场。

## 历史
1995年、丹口乡、羊石乡、柳寨乡、平林乡合并组成“丹口镇”。2013年8月，桃林村被评为第二批中国传统村落。

## 地理
丹口镇坐落在城步苗族自治县西部，北接睢宁县，东临儒林镇，西至长安营镇，南是五团镇。
巫水河流经丹口镇。
最高峰是牛坡头，海拔1913米。

## 经济
丹口镇的经济主要是靠农业，柑橘、杨梅、竹笋、天麻、金银花是特产。

## 人口
2015年12月，丹口镇人口是25,800人，苗族是主体民族，占63.95%，另外还有其他12个民族。

## 旅游景点
蓝玉故里、白水洞瀑布是当地旅游景点。

## 出身名人
- 蓝玉，明朝将领。